# Verkhnessuérskoie
Verkhnessuérskoie (en rus: Верхнесуерское) és un poble de l'óblast de Kurgan, a Rússia, que en el cens del 2010 tenia 632 habitants.